# Orožje na drogu
Orožje na drogu zajema vsa hladna orožja, ki so povečali doseg svojega delovanja tako, da so nameščena na drogu.
Orožje na drogu predstavlja razvojno stopnjo med orožji za boj iz bližine in metalnim orožjem.
Sama uporaba se razlikuje: lahko se uporablja kot del skupinske obrambe v ježu ali pa kot individualno orožje.

## Deli orožja na drogu
- konec kopljišča
- drog, kopljišče
- trna nasadnega tula
- nasadni tul
- bodna ost

## Vrste
- sulica
- kopje
- bojne vile
- trizob
- partizana
- dolga bojna sekira
- glefa
- bojni sekač
- šponton
- helebarda
- dolgo bojno kladivo